# Jorge Luis Rojas
Jorge Luis Rojas Meza (Concepción, 7 gennaio 1993) è un calciatore paraguaiano, centrocampista del Sol de América e della Nazionale paraguaiana.

## Carriera

### Club
Ha iniziato la sua carriera nel Cerro Porteño nel 2011. Nel mercato invernale della stagione 2012-2013 è stato comprato dal Benfica per 1,25 milioni di euro aggregandosi alla squadra il 1º luglio dove ha firmato un contratto di fino al 2018 con una clausola rescissoria di 30 milioni di euro. Dal 1º gennaio 2014 è in prestito al Belenenses.

### Nazionale
Ha esordito in Nazionale nel 2012. Ha segnato il suo primo gol in Nazionale maggiore 16 ottobre 2013 nelle qualificazioni mondiali contro la Colombia.

## Palmarès
- Campionato paraguaiano: 1

Cerro Porteño: 2012 (A)